# Секуєу
Секуєу (рум. Săcuieu) — село у повіті Клуж в Румунії. Адміністративний центр комуни Секуєу.
Село розташоване на відстані 364 км на північний захід від Бухареста, 54 км на захід від Клуж-Напоки.

## Населення
За даними перепису населення 2002 року у селі проживала 561 особа.
Національний склад населення села:
| Національність | Кількість осіб | Відсоток |
| -------------- | -------------- | -------- |
| румуни         | 405            | 72,2%    |
| цигани         | 156            | 27,8%    |

Рідною мовою назвали:
| Мова      | Кількість осіб | Відсоток |
| --------- | -------------- | -------- |
| румунська | 405            | 72,2%    |
| циганська | 156            | 27,8%    |